# 라데온 HD 7000 시리즈
라데온 HD 7000 시리즈(Radeon HD 7000 series, 코드명: "Southern Islands")는 AMD가 개발하고 TSMC의 28nm 공정으로 제조된 GPU 제품군이다.
주요 경쟁 제품은 2012년 1분기에 출시된 엔비디아의 지포스 600 시리즈(이 또한 TSMC에서 제조됨)였는데, 이는 주로 28nm 공정이 미성숙했기 때문이다.

## 아키텍처
그래픽스 코어 넥스트는 라데온 HD 7000 시리즈와 함께 도입되었다.
- 그래픽스 코어 넥스트를 구현하는 GPU는 Radeon HD 7730 이상의 브랜드 개별 GPU에서 찾을 수 있다.
- 테라스케일 (마이크로아키텍처) 버전 "Evergreen(VLIW5)"을 구현하는 GPU는 Radeon HD 7670 이하 브랜드 개별 GPU에서 찾을 수 있다.
- 테라스케일 (마이크로아키텍처) 버전 "Northern Islands(VLIW4)"를 구현하는 GPU는 GPU가 Radeon HD 7000 시리즈 브랜드로 표시된 APU에서 찾을 수 있다.
- OpenGL 4.x 규정을 준수하려면 FP64 셰이더 지원이 필요하다. 이는 일부 TeraScale(마이크로아키텍처) GPU에서 에뮬레이션을 통해 구현된다.
- Vulkan 1.0에는 GCN 아키텍처가 필요하다. Vulkan 1.1에는 실제 2세대 GCN 이상이 필요하다(여기서는 HD 7790만 해당).[2] 최신 드라이버에서는 Windows 및 Linux의 Vulkan 1.1이 모든 GCN 아키텍처 기반 GPU에서 지원된다.

### 다중 모니터 지원
AMD Eyefinity 브랜드 온다이 디스플레이 컨트롤러는 2009년 9월 Radeon HD 5000 시리즈에 도입되었으며 이후 모든 제품에 적용되었다.

### 비디오 가속
UVD(통합 비디오 디코더)와 VCE(Video Coding Engine)는 모두 모든 제품의 다이에 존재하며 AMD Catalyst에서 지원된다.

### 오픈CL(API)
OpenCL은 CPU에 대해 많은 과학 소프트웨어 패키지를 최대 10배 또는 100배 이상 가속화한다. Open CL 1.0~1.2는 테라스케일 및 GCN 아키텍처를 사용하는 모든 칩에 대해 지원된다. OpenCL 2.0은 GCN 2세대 또는 1.2 이상에서 지원된다. OpenCL 2.1 및 2.2의 경우에만 OpenCL 2.0 호환 카드에 드라이버 업데이트가 필요하다.

### 불칸(API)
Vulkan 1.1은 Linux 및 Windows의 최신 드라이버와 함께 GCN 아키텍처를 통해 모두 지원된다. Vulkan 1.2는 Windows Adrenalin 20.1(및 최신) 및 Linux Mesa 20.0(및 최신)이 설치된 GCN 2세대 이상에서 사용할 수 있다.

## 데스크톱 제품
- Radeon HD 7900
- Radeon HD 7800
- Radeon HD 7700

## 같이 보기
- AMD 파이어프로
- AMD 파이어MV
- AMD 그래픽 처리 장치 목록